# Osterberg
Osterberg ist eine Gemeinde im schwäbischen Landkreis Neu-Ulm und ein Mitglied der Verwaltungsgemeinschaft Altenstadt.

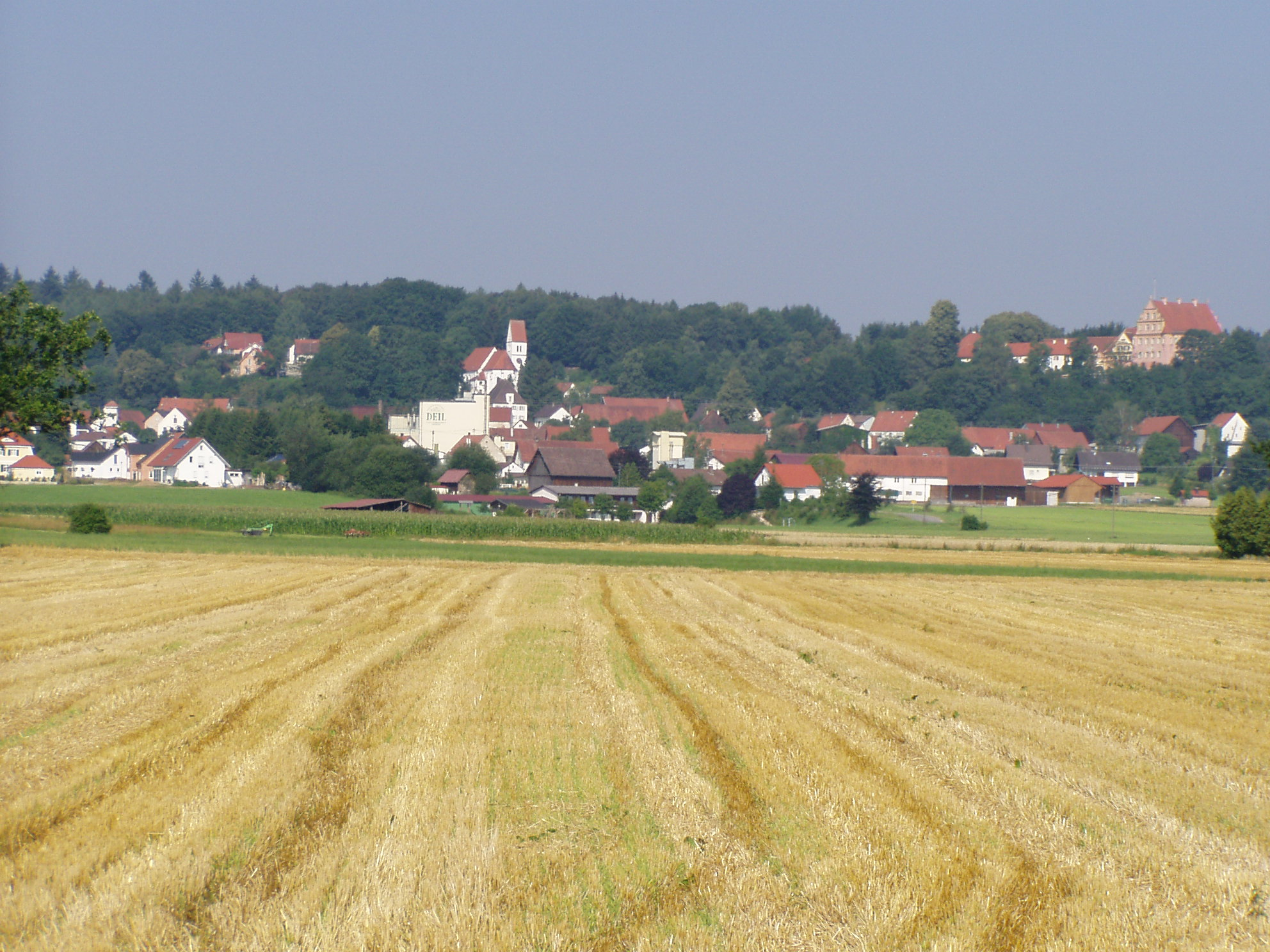
Osterberg von Osten (2004)

## Geografie
Osterberg liegt in der Region Donau-Iller in Mittelschwaben. Sie ist 40 km südlich von Ulm und 20 km nördlich von Memmingen gelegen.
Es gibt zwei Gemarkungen und Gemeindeteile: Osterberg und Weiler.

## Geschichte
Osterberg gehörte den Freiherren von Osterberg und war Sitz der gleichnamigen Herrschaft. Mit der Rheinbundakte 1806 kam der Ort zu Bayern. Im Zuge der Verwaltungsreformen in Bayern entstand 1818 ein Patrimonialgericht, 1848 die heutige politische Gemeinde.
Im Jahre 1225 wurde die „abgegangene“ Kirche „S. B. Maria Virginis“ in Osterberg im Besitz des Klosters Elchingen erwähnt. Im Jahre 1448 war das Kloster Ochsenhausen mit einem Gut zu Osterberg bekundet. Im Jahre 1455 erwarb Gaudenz von Rechberg drei Bauernhöfe und eine Sölde in Weiler. Durch Teilung unter Brüdern erhielt 1507 Gaudenz von Rechberg Osterberg, Weiler und Wolfenstall. Im Jahre 1535 begann er, an Stelle des alten, baufälligen Gotteshauses eine neue Kirche „St. Maria“ zu erbauen. Er begann auch mit dem Bau von Schloss Osterberg, das über dem Ort auf einer Bergzunge in der zweiten Hälfte des 16. und Anfang des 17. Jahrhunderts unter Einbeziehung älterer Teile erbaut wurde. Um einen langgestreckten Hof gruppieren sich der Hauptbau, das sogenannte Hohe Schloss, das Niedere Schloss, im Westen Amts- und Gärtnerhaus, an der Südseite Leutehaus mit Remisen. Im Jahre 1679 verkauften die Freiherren von Rechberg zu Osterberg die Herrschaft an Johann Michael von Röfingen auf Bühl. Im Jahre 1712 wurden die Röfinger zu Reichsfreiherren von Osterberg erhoben. Im Jahre 1816 verkaufte Anselm Freiherr von Osterberg das Schlossgut mit Patrimonialgericht an Christoph Friedrich Freiherrn von Ponickau, der einen Familienfideikommiss errichtete. Weitere Eigentümer waren später Johanna-Olga von Malsen-Ponickau und dann ihr ältester Sohn Johann-Erasmus von Malsen-Ponickau. Dieter (Dietrich) Freiherr von Malsen-Ponickau verkaufte den Besitz 1995, nachdem das Inventar versteigert worden war.

### Eingemeindungen
Im Zuge der Gebietsreform in Bayern wurde am 1. Mai 1978 die Gemeinde Weiler eingemeindet.

### Einwohnerentwicklung
Zwischen 1988 und 2019 wuchs die Gemeinde von 778 auf 918 um 140 Einwohner bzw. um 18,0 %.
Auf dem Gebiet der Gemeinde gab es folgende Entwicklung der Einwohnerzahlen:

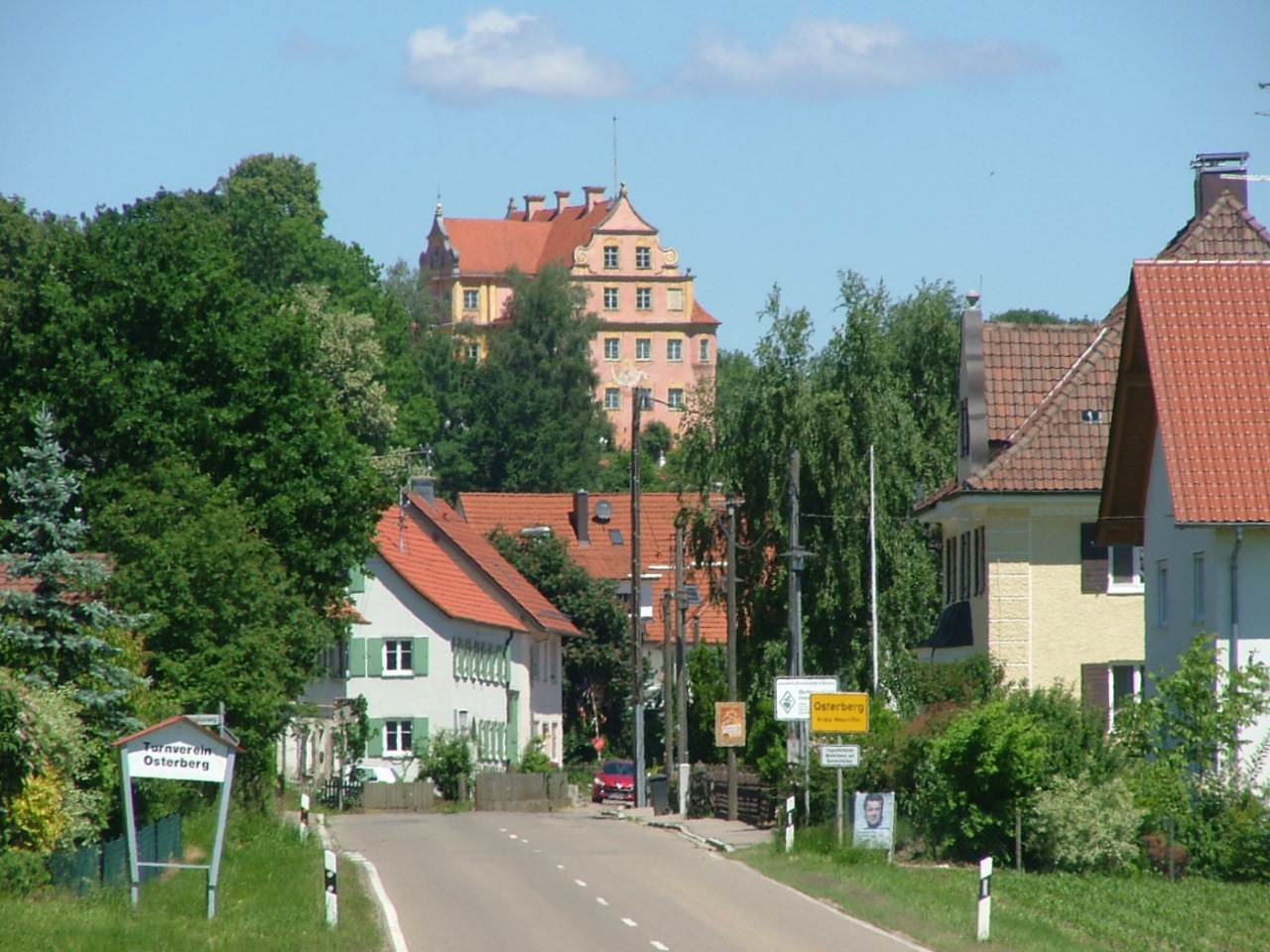
Osterberg mit Schloss

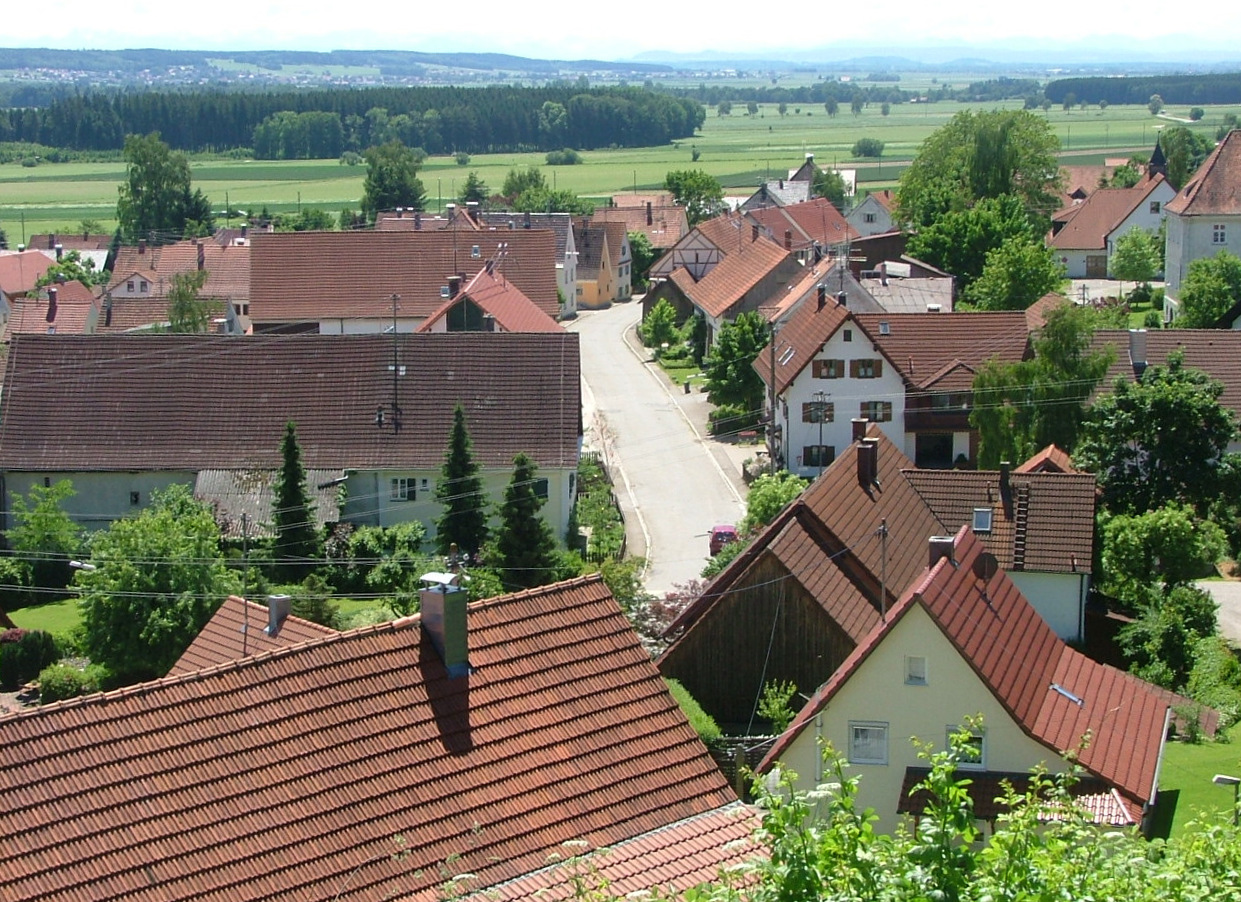
Blick über die Dächer von Osterberg nach Südosten ins Rothtal

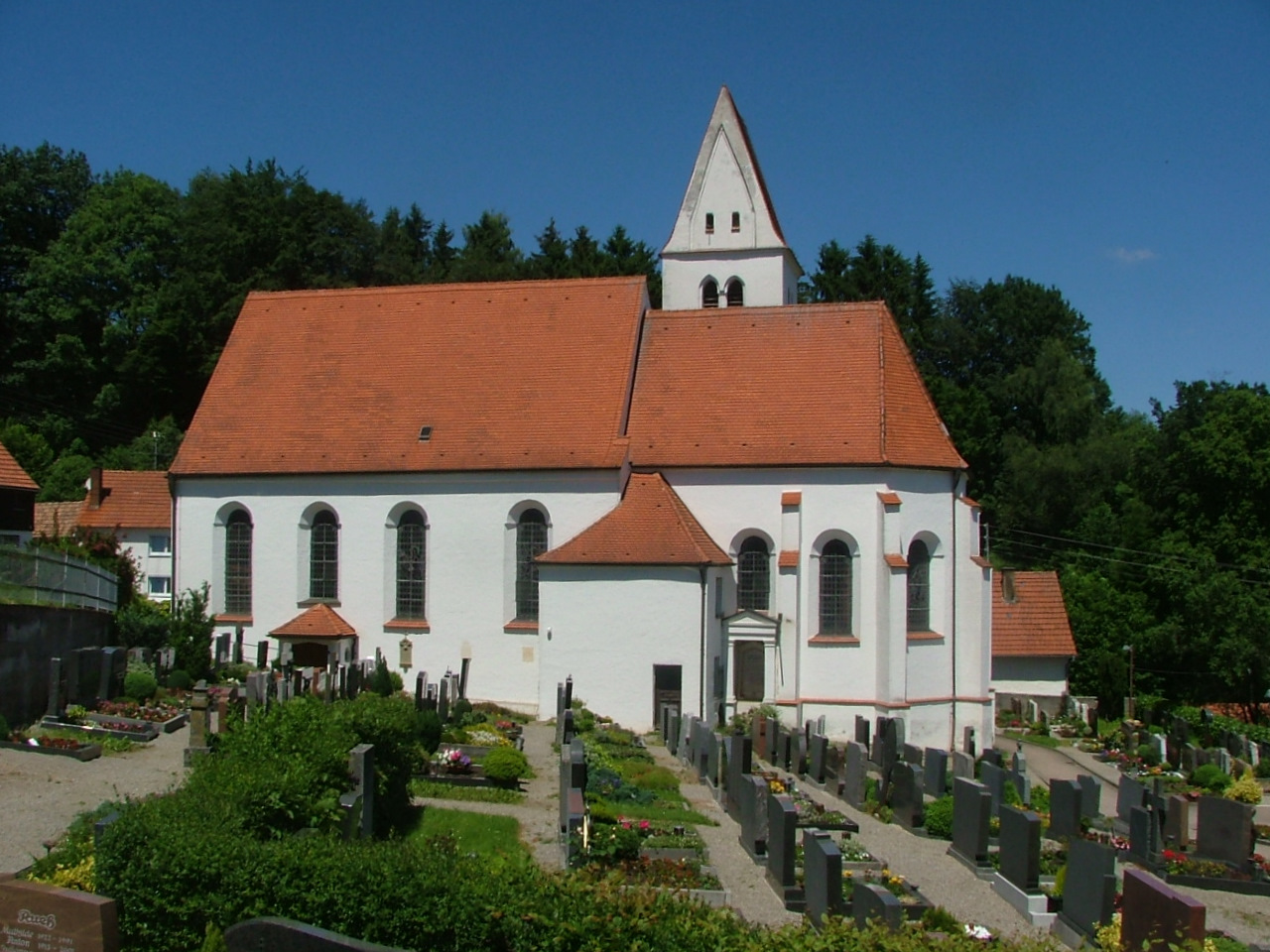
Pfarrkirche St. Peter und Paul

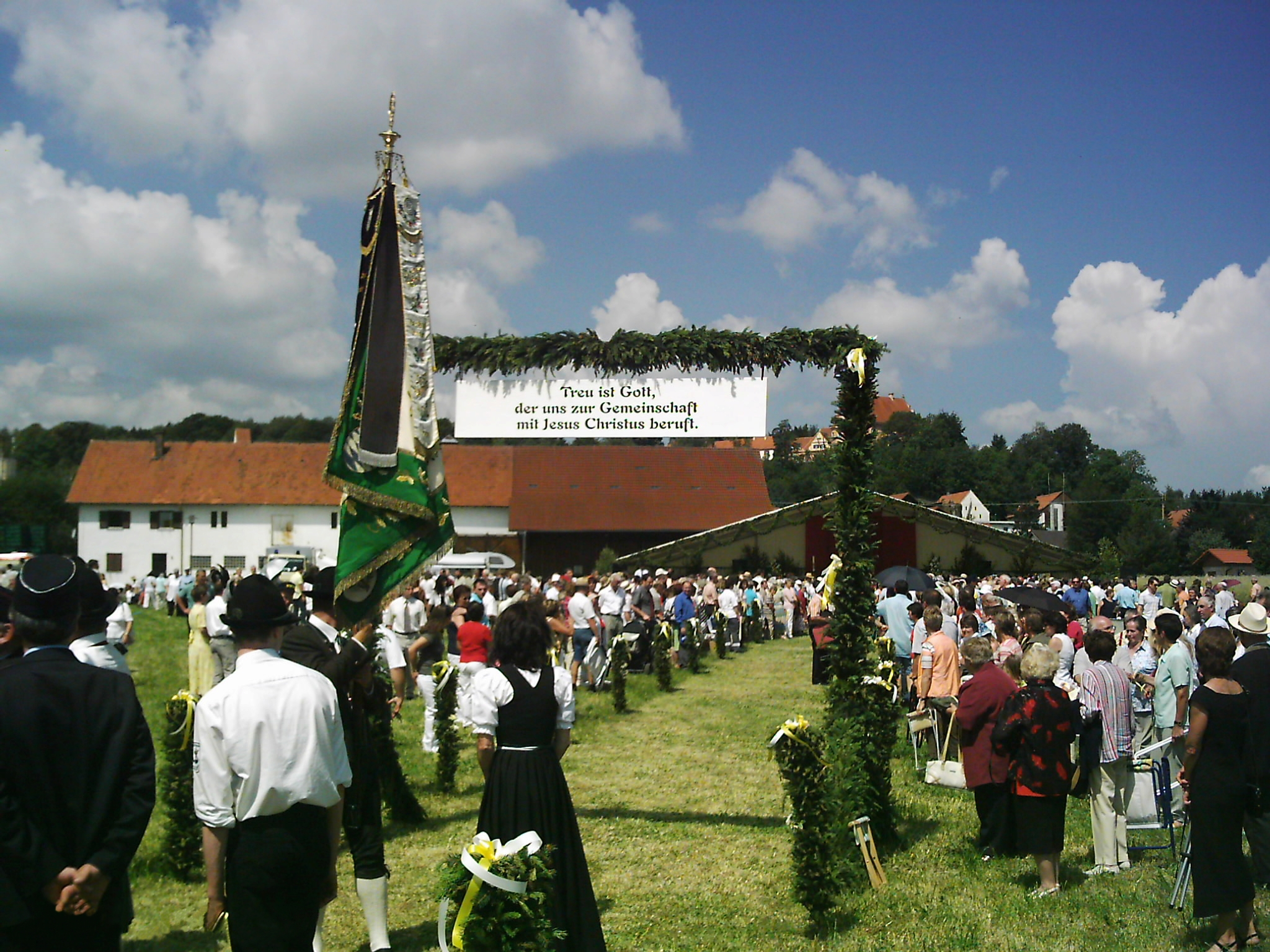
Primizgottesdienst in Osterberg

| Jahr | Einwohner |
| 1961 | 872       |
| 1970 | 798       |
| 1987 | 767       |
| 1991 | 779       |
| 1995 | 821       |
| 2000 | 839       |
| 2005 | 857       |
| 2010 | 861       |
| 2015 | 881       |
| 2019 | 918       |

## Politik

### Gemeinderat
Der Gemeinderat hat acht Mitglieder, zuzüglich des Bürgermeisters. Es ergaben sich folgende Sitzverteilungen:
|      | Freie Wähler Osterberg | Bürgerblock Weiler | CSU | Gesamt  |
| 2008 | 5                      | 3                  |     | 8 Sitze |
| 2014 | 5                      | 3                  |     | 8 Sitze |
| 2020 | 3                      | 2                  | 3   | 8 Sitze |

### Bürgermeister
Bei der Kommunalwahl am 2. März 2008 wurde Klaus Seidler vom Bürgerblock Weiler zum Ersten Bürgermeister gewählt. Er trat damit die Nachfolge von Hermann Josef Häußler (CSU) an, der über 36 Jahre amtierte.
Von März 2014 bis 2020 war Rainer Schmalle Amtsinhaber. Im Jahr 2020 wurde Martin Werner zum neuen Bürgermeister gewählt.

### Wappen
Die Blasonierung lautet: Über einer gekürzten eingeschweiften blauen Spitze, darin eine aus einem silbernen Schlüsselgriff wachsende silberne heraldische Lilie, gespalten; vorne in Gold ein linksgewendeter, aufrechter, schwarzer Bär, hinten gespalten und dreimal geteilt von Rot und Silber in verwechselten Farben.

## Kultur und Sehenswürdigkeiten
Sehenswert sind in Osterberg das nicht öffentlich zugängliche Schloss Osterberg und die katholische Pfarrkirche St. Peter und Paul.

## Wirtschaft und Infrastruktur

### Verkehr
Osterberg ist über die Kreisstraße NU 7 an das regionale Straßennetz angebunden. Diese führt nach Norden über Oberroth, im Süden endet diese in der Staatsstraße 2017, welche über die Staatsstraße 2031 nach Memmingen führt. Die nächstgelegene Autobahnauffahrt ist die Anschlussstelle bei Dettingen a. d. Iller auf die A 7. Der nächstgelegene Regionalflughafen ist der etwa 20 Kilometer entfernte Flughafen Memmingen. Der Ort ist über eine Bushaltestelle mit den Städten Illertissen und Memmingen sowie dem Markt Babenhausen verbunden. Der nächstgelegene Bahnhof befindet sich in Kellmünz an der Iller.

### Wirtschaft einschließlich Land- und Forstwirtschaft
Es gab 1998 nach der amtlichen Statistik im Bereich der Land- und Forstwirtschaft 18, im produzierenden Gewerbe 97 und im Bereich Handel und Verkehr keine sozialversicherungspflichtig Beschäftigte am Arbeitsort. Sozialversicherungspflichtig Beschäftigte am Wohnort gab es insgesamt 319. Im verarbeitenden Gewerbe gab es eine Brauerei und im Bauhauptgewerbe zwei Betriebe. Zudem bestanden im Jahr 1999 23 landwirtschaftliche Betriebe mit einer landwirtschaftlich genutzten Fläche von 637 ha, davon waren 316 ha Ackerfläche und 321 ha Dauergrünfläche.
Die Gemeindesteuereinnahmen betrugen im Jahr 1999 umgerechnet 418 T€, davon betrugen die Gewerbesteuereinnahmen (netto) umgerechnet 123 T€.

### Bildung
Im Jahr 2012 gab es einen Kindergarten und eine Außenstelle der Grund- und Hauptschule Altenstadt/Iller, welche die Klassen 1 bis 4 in Osterberg anbot.

## Persönlichkeiten

### Söhne und Töchter der Gemeinde
- Ludwig Binswanger der Ältere (1820–1880), Psychiater
- Otto Saly Binswanger (1854–1917), Chemiker und Toxikologe
- Sigmund Ullmann (1854–1942), Bankier, Kommunalpolitiker, NS-Opfer